# گری بارلو
گری بارلو (به انگلیسی: Gary Barlow) (زاده ۲۰ ژانویه ۱۹۷۱) خوانندهٔ انگلیسی است.
او عضو گروه تیک دت است.